# Jan Verkolje (II)
Jan Verkolje (II) (Delft, 11 april 1683 – Amsterdam, 14 maart 1755) was een Noord-Nederlands kunstschilder, graveur en tevens makelaar.
Hij was de zoon van de schilder en graveur Jan Verkolje (I) en Judith Voorheul. Net als zijn broer Nicolaas Verkolje, trad hij in de voetsporen van zijn vader, van wie hij ook zijn opleiding kreeg. Hij werd in 1705 poorter in Amsterdam, de stad waar hij het grootste deel van zijn leven woonde. Hoewel het Niederländisches künstler-lexikon van Alfred von Wurzbach schilderijen met de titel Marquis of Bute en Heer en dame met page vermeldt zijn er geen werken bekend die met zekerheid aan hem kunnen worden toegeschreven. Hij werkte mogelijk in de traditie van zijn vader en broer, die bekend stonden om hun fijn uitgewerkte portretten en genrestukken. 
Verkolje was leraar van Adriana Verbruggen.